# Новоромановский
Новорома́новский — хутор в Семикаракорском районе Ростовской области.
Входит в состав Сусатского сельского поселения.

## Население
| 2010 |
| ---- |
| 288  |

## Улицы
| - пер. 1-й, - пер. 2-й, - пер. 3-й, - пер. 4-й, - пер. 5-й, | - пер. 6-й, - ул. Калинина, - ул. Степная, - ул. Строительная, - ул. Фрунзе. |